# 萨玛舞 (维吾尔族)
维吾尔族的萨玛舞（維吾爾語：ساما ئۇسسۇلى‎，拉丁维文：Sama Ussuli）是由宗教祭祀仪式逐渐发展而来的维吾尔族民间舞蹈。萨玛舞在维吾尔族聚居区均有都有流传，在南疆地区尤为盛行。萨玛舞主要在古尔邦节、肉孜节等重大节日中进行，其中以在喀什市艾提尕尔清真寺前广场的萨玛舞活动最为典型，成千上万同时起舞，场面宏伟壮观。2011年，萨玛舞列入中华人民共和国国家级非物质文化遗产代表性项目。
维吾尔族古典套曲《十二木卡姆》形成时，收录有萨玛舞的舞曲。

## 舞蹈历史

### 起源
萨玛舞最初是宗教祭祀中进行的仪式。其起源主要有二说，分别为伊斯兰教源流和萨满教源流。

#### 伊斯兰教源流
萨玛舞源自伊斯兰教的说法称萨玛舞之“萨玛”源自阿拉伯语，含义有“天空”“天河”“歌乐”之意。萨玛舞形成于伊斯兰教苏菲主义在喀什的传播。苏菲主义在倭马亚王朝时期就已有用跳神替代礼拜的行为。十二世纪时，苏菲主义教团林立。教团间多有不同，但共同处便是狂热的跳神仪式，同时或高声，或默念，且不断重复赞美安拉。苏菲主义者艾哈迈德·亚萨维于此时在中亚建立的教团，其跳神仪式是模仿飞鸟的动作。随着其教团前往新疆传教，模仿飞鸟的仪式也被带到新疆并流行。此后，模仿飞鸟特点的萨玛舞，在喀什地区形成传统仪式，并世代相传。
记载上，清乾隆四十二年（1777年），七十一所著《西域闻见录》对苏菲主义教徒有所记载“海兰旦尔……每逢八栅尔之期，或回子年间，辄聚数十百人，击鼓跳舞，歌唱喊叫。”19世纪，穆萨·赛拉米所著《伊米德史》曾记载跳萨玛舞的场景“在很大的音乐声中，男女一起跳萨玛舞。人们摆出各种怪相，大喊大叫。有的人像一个喝醉酒的人一样，一会儿跌倒了，一会儿又了来。有呈昏迷之状，嘴角都流出口水。他们将这种活动美其名曰为“享受” ，还为其创作了“享受音乐”。
另外，维吾尔族的萨玛舞与土耳其托钵僧舞蹈仪式的可能为同源异流，其动态形象、曲调风格皆不同。

#### 萨满教源流
萨满教源流的观点为萨玛舞是信仰萨满教的维吾尔族先民将宗教活动结合于西域乐舞的产物。回鹘汗国时期，萨满教巫师在维吾尔先民回纥人中拥有较高的社会地位，甚至会参与到国家决策之中。10世纪开始回纥人开始伊斯兰化。在此过程中，从萨满教等宗教中文化观念和习俗得以保存。萨玛舞已知最早记录为喀喇汗王朝时期的长诗《真理的入门》，作者艾迪甫·艾合麦提·马合穆提·尤格纳克对与伊斯兰教义相违背的萨玛舞极为不满，提到“哲人竟跳起欢快的萨玛，手舞足蹈，禁止异教的人已无影无踪，异端邪说却猖獗风行”。
叶尔羌汗国阿帕霍加时期，伊斯兰教依禅派将萨满教的“达罕”跳神活动基础上创造出服务于依禅派的萨玛舞。不过为了扩大伊斯兰教的影响，将这种当地歌舞的名称、形式均附会于源自阿拉伯。到近代，在维吾尔人的分布区依然存在萨满巫师“巴赫西”，会利用舞蹈皮尔“治病”。这些巫师“巴赫西”往往也是萨玛舞能手。在一些传统萨玛舞场景中，依然存在萨满教的文化遗存，如1950年代纪念阿尔斯兰汗的活动中，在麻札处除跳萨玛舞外，还保留有在树杈上扎彩色布条等萨满教文化遗存。

### 发展与现状
1930年代以后，萨满舞的宗教色彩开始减少，开始逐渐世俗化。至近现代，萨玛舞成为维吾尔族群众会在肉孜节、古尔邦节等节假日集体跳的民间舞蹈。萨玛舞在维吾尔族聚居区都有流传，在南疆地区尤为盛行，尤其是以喀什市为中心，周围的莎车县、疏勒县、伽师县等县市，及和田地区和田市等地。

## 形式风格

### 传统形式
传统萨玛舞风格上更加豪放、凝重、质朴。传统的萨玛舞形式主要分为二至三种。其一为每年吾守月（伊斯兰历二月）、拜拉特夜（伊斯兰历八月十五日）等宗教节日或特殊日期，在圣者麻札跟随鼓乐起舞，此种萨玛舞带有纪念、祈愿的性质，舞者会沉浸于宗教情绪中，具体流程与第二种类似。
其二为“艾尔凯-萨玛”活动，每周主麻日或圣纪节、古尔邦节、斋月等宗教节日或特殊日期，伊斯兰教依禅会在其宗教礼仪举办场所“哈尼卡”或清真寺中，在依禅导师的主持下举行宗教活动。在活动中，参与者会向安拉祈祷，并会跳萨玛舞直至力竭或天明。宗教活动中的萨玛舞分为三种，分别是参与者跳舞时跟随“阿皮孜”吟唱祷词的“吾苛买特萨玛”；一边高呼“哦……安拉！”，一边舞蹈的“捷黑力萨玛”；口中默念“哦……安拉”并跳舞的“则克力萨玛”。也会按顺序进行：开始时，由“阿皮孜”吟唱散板“吾苛买特”，参与者或祈祷，或忏悔，或哭泣。曲调进入“则克力”时，参与者开始有节奏的呼喊“啊”、“呵”、“哼”等衬词。随着节奏加快，参与者开始跳萨玛舞。女性依禅信徒“布维”会举办类似“吾苛买特萨玛”的“吾苛力萨玛”，且禁止男性观看。旧时也有吟诵则克力，跳萨玛舞送葬的习俗。
其三为宗教节日或特殊日期，在清真寺前广场上众人跟随鼓乐起舞，这种萨玛舞具有娱乐性。另外，和田地区的苏菲派捷斯迪耶教徒也会举办风格特点不同的“艾尔凯-萨玛”活动。这种“艾尔凯-萨玛”活动分为赞念与萨玛舞两部分，与其他地区的萨玛舞不同，“艾尔凯-萨玛”活动中的乐队会用到手鼓达普、巴拉曼、弹拨尔、都塔尔等乐器。乐队围成一圈，一边演奏一边吟唱，伴有有节奏的呼喊和哭泣。圈子内则会有5到6位信徒跟随音乐跳萨玛舞。

### 现代形式

#### 音乐
萨玛舞的音乐主要为鼓吹乐，一般由一面冬巴克（低音铁鼓）、一至三对音高不同的纳格拉（铁鼓）、若干支苏乃依（唢呐）组成乐队，也会有丝竹相和歌唱。纳格拉所奏曲调节奏明快，音质浑厚；苏乃依音调高昂，音色明亮。所用乐曲常见的节拍有
、
、
、
拍。基本节奏类型有：
冬大大 冬大|冬冬冬大 冬大||、
大大大 大大大 冬冬冬|大大大 大大大 冬·大 冬大冬||等多种。不同的鼓手可以在基本节奏类型的基础上发展出更多花样的节奏。十二木卡姆形成时，萨玛舞曲被吸收其中，“穹乃额曼”中“穹赛勒克”和“第一麦西热甫”等乐段便源自于此。举办萨玛活动时，萨玛舞乐队往往处在清真寺顶、屋顶、高台等人群显眼之处。

#### 形式
参与萨玛舞的舞者并无人数限定，亦无年龄限制，参与者以乡镇的劳动者为主，性别以男性居多。参与者会穿着维吾尔民族传统服饰。舞者们会在较为宽阔的广场活动，如喀什市艾提尕尔清真寺前广场。当音乐鼓点响起时，舞者开始进场，围成大小、数量不等，里外数层的圆。随着参与人数的增加，圆圈会增至几十上百个，布满整个广场。大部分的舞者位置随机，若有公认舞蹈高手，则会以其为中心。每个圈以单一性别为主。圆圈随着舞蹈进行，会时而进出，时而按逆时针方向行进。同时，圆圈也会缓慢旋转。舞蹈会持续十几个小时，中途跳累的舞者可退出，新到的舞者会随时加入。萨玛舞结尾常和欢快的“夏地亚纳”结合而达到高潮并最终结束。

#### 动作
舞蹈动作较为单一，几种节拍的音乐舞蹈动作一样，基本动作以随鼓点的“悠晃步”、“悠晃旋转”为主。萨玛舞动作整体统一，细节不同。不过，舞者们会统一在每小节第一拍冬巴克的鼓声时跺脚。同时，跟随纳合拉鼓点，舞者的左右臂会依次平行向左、向右、举起、向左右下方。舞者双脚也会随着鼓点时而跳起，身体旋转半圈。动作四拍循坏一次。在前述动作基础上，随着鼓点的加快，发展有单步跳转、擦地空转、连续跳转等技巧动作。舞蹈最终会以夏地亚纳达到高潮并结束。萨玛舞舞步稳健、扎实，舞蹈动作坚定有力。也因为萨玛舞的动作刚健，所以常常被视作编排男子舞蹈的基本素材。

## 保护研究
2009年，新疆维吾尔自治区公布第二批《新疆维吾尔自治区级非物质文化遗产代表性项目名录》，萨玛舞以“维吾尔族萨玛舞”之名列为传统舞蹈。2011年，中华人民共和国国务院公布第三批《国家级非物质文化遗产代表性项目名录》，萨玛舞位列其中。保护单位为喀什市文化馆。2018年，中华人民共和国文化和旅游部公布第五批国家级非物质文化遗产代表性项目代表性传承人，萨玛舞的非物质文化遗产代表性传承人为维吾尔族萨玛舞民间舞蹈家阿布力米提·托乎提。入选《国家级非物质文化遗产代表性名录》后，三年内培养80名萨玛舞骨干，并以此培养超2千名学徒。
对萨玛舞的研究方面，中国大陆到地方几级政府组织对包括萨玛舞在内的新疆传统舞蹈历史、现状等方面的田野调查及资料收集。后集结成《中国民族民间舞蹈集成：新疆卷》《中华舞蹈志·新疆卷》等资料、志书。另也有北京舞蹈学院人文学院王昕在2010年代完成并出版学术专著《功修、祭仪、节庆中旋跳的舞蹈——新疆维吾尔族萨玛舞研究》。中国中央电视台综艺频道、中国环球电视网（CGTN）、中国新闻网等媒体也对萨玛舞予以展示、报道。